# Joaquim José Caetano Pereira e Sousa

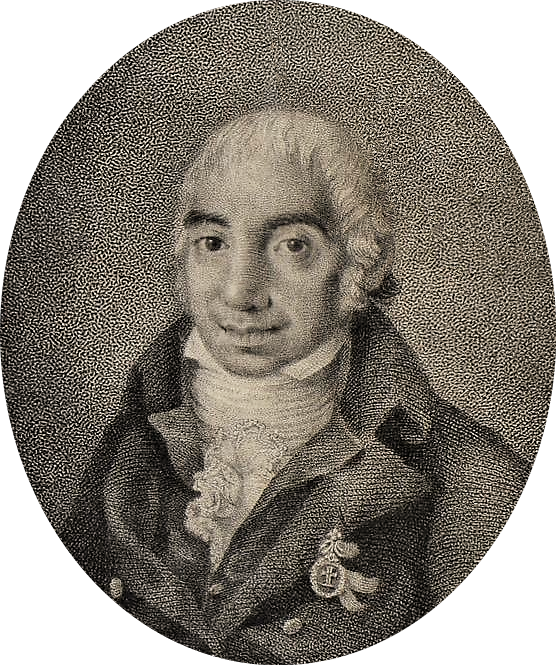
Joaquim José Caetano Pereira e Sousa

Joaquim José Caetano Pereira e Sousa (Socorro, Lisboa, 3 de fevereiro de 1756 — Santa Justa, Lisboa, 17 de outubro de 1819) foi um jurisconsulto português.
Pereira e Sousa assumiu diversas funções judiciárias, entre as quais a de escrivão do crime de Alfama (1778), os ofícios do almoxarifado do reino, foi ainda escrivão do Geral e da Câmara da Vila de Arruda (1817), além de Escrivão Geral, Câmara e Sisas da Vila de Arruda (1817), e oficial de guarda da Alfândega (1811). Exerceu ainda a atividade de advogado na Casa da Suplicação de Lisboa, e curador judicial de algumas Casas falidas e endividadas da aristocracia portuguesa (um juízo privativo concedido pela coroa).
Foi o autor de Primeiras Linhas sobre Processo Civil (1785), que mereceu um elogio por parte de Pascoal José de Melo no seu livro Institutionum Juris Criminalis Lusitani. Escreveu ainda Classes dos Crimes por Ordem Systematica (1803), inspirado em Montesquieu. Na viragem do século XVIII para o século XIX, Pereira e Sousa iniciou ainda um primeiro ensaio sobre o processo civil, intitulado Ensaio sobre a Teoria da Prática do Direito, ou Tratado do uso das Acções no Foro Moderno, e da Ordem Judiciária; o manuscrito inédito, sem data, encontra-se na Biblioteca do Conselho Geral da Ordem dos Advogados, em Lisboa.
Em 1804, Joaquim José Caetano Pereira e Sousa obtém o hábito da Ordem de Cristo, à semelhança de seu pai, José Caetano Pereira.
Pereira e Sousa pertenceu à maçonaria, na Loja Amizade, tendo sido iniciado por volta de 1799, possivelmente numa outra loja maçónica.